# Atethmia latemarginata
Atethmia latemarginata là một loài bướm đêm trong họ Noctuidae.